# Provansalski dijalekt
Provansalski dijalekt (prouvençau, mistralien, provençal; ISO 639-3: oci. Nekad smatran posebnim jezikom s kodnim imenom ISO 639-3: prv), okcitanski dijalekt šire iberoromanske skupine kojim govori oko 354 500 ljudi u Francuskoj (250 000; 1990 P. Blanchet), Italiji (100 000; 1990 P. Blanchet) i Monaku (4500; 1988). Etnički Provansalci su daleko brojniji (3 106 000; 2008) a ovim dijalektom se danas služe tek starije osobe. Poddijalekti: transalpin, niçard (niçois), maritime provençal (marseillais, toulonnais, varois), gavot (alpin, valeien, gapian, forcalquieren), rhodanien (nimois), dauphinois (dromois).

## Vanjske poveznice
- Ethnologue (14th)
- Ethnologue (16th)